# Jacob van der Kop
Jacob van der Kop (ur. 25 lipca 1868 w Schoonhoven, zm. 26 stycznia 1945 w Vught) – holenderski strzelec, olimpijczyk.

## Kariera
Uczestnik Letnich Igrzysk Olimpijskich 1908, gdzie wystąpił w 2 konkurencjach. Indywidualnie osiągnął 12. miejsce w pistolecie dowolnym z 50 jardów. W drużynowym strzelaniu z pistoletu dowolnego z 50 jardów zajął 6. pozycję.
Startował na mistrzostwach świata. W 1904 roku zajął wraz z drużyną 6. miejsce w pistolecie dowolnym z 50 m, uzyskując 408 punktów (najlepszy rezultat drużyny holenderskiej). Rok później osiągnął 5. miejsce z 2. rezultatem w drużynie (452 punkty). W obu przypadkach Holandia była ostatnia.

## Wyniki

### Igrzyska olimpijskie
| Igrzyska    | Konkurencja                            | Wynik                             | Miejsce | Źródło |
| ----------- | -------------------------------------- | --------------------------------- | ------- | ------ |
| Londyn 1908 | Pistolet dowolny, 50 jardów            | 447 pkt.                          | 12      | [ 1 ]  |
| Londyn 1908 | Pistolet dowolny, 50 jardów, drużynowo | 1632 pkt. (druż.) 449 pkt. (ind.) | 6       | [ 2 ]  |